# Edward the Confessor
Edward the Confessor (tiếng Anh cổ: Ēadƿeard Andettere [ˈæːɑdwæɑrˠd ˈɑndettere]; tiếng Latinh: Eduardus Confessor [ɛduˈardus kõːˈfɛssɔr], phát âm tiếng Latinh: [eduˈardus konˈfessor];( k. 1003 – 5 tháng 1 năm 1066) là một trong những vị vua cuối cùng của người Anglo-Saxon. Thường được coi là vị vua cuối cùng của nhà Wessex, ông trị vì từ năm 1042 đến năm 1066.